# 셰이더 작전
셰이더 작전은 영국이 대 IS 군사 개입에서 수행하고 있는 작전에 붙은 암호명이다. 영국군의 활동 범위는 이라크와 시리아뿐만 아니라 IS 세력이 활동 중인 튀니지, 리비아, 레바논에도 있다. 이라크 정부의 공식적인 요청에 따라 작전은 2014년 9월 24일부터 시작되었다. 이전부터 영국 공군은 신자르 산맥 일대에서 고향을 잃은 피난민들에게 인도주의적 구호 물품을 보급하면서 인도주의 활동에 참여했었다. 2014년 10월 21일 왕립 공군이 시리아 상공에서 초계비행만을 수행하는 것을 허락하면서 작전의 범위는 시리아로 확대되었다. 2015년 12월 2일 영국 의회는 공군의 시리아 내전 개입을 승인했다. 영국은 2011년 3월부터 시작된 시리아 내전에 직접 개입하는 국가 중 하나다. 2016년 6월 국방부 장관은 1,000명의 병력이 대 IS 군사 개입에서 교전하였으며 영국 공군이 900번의 공습, 2,200번의 초계 비행을 수행했고 1,000명 이상의 ISIL 병사들을 사살하였다고 밝혔다.

## 같이 보기
- 임팩트 작전
- 오크라 작전
- 내재된 결단 작전
- 샤말 작전
- CJTF-OIR
- 대 IS 군사 개입